# 吉村正一郎 (仏文学者)
吉村 正一郎（よしむら しょういちろう、1904年2月17日 - 1977年12月9日）は、日本のフランス文学者・文芸評論家・翻訳家。

## 人物・来歴
滋賀県甲賀郡水口町（現・甲賀市）に、のち広島市長の吉村平造（吉村胆南）の長男として生まれる。弟に映画監督の吉村公三郎がいる。1925年京都帝国大学文学部仏文科入学、1928年同卒業、朝日新聞社に入社、京都支局長、パリ特派員、論説委員を歴任し、「天声人語」を書く。生島遼一の妹悦子と結婚するが先立たれた。戦後1959年に京都市助役、1968年に奈良県教育委員長となる。1976年に帝塚山学園長となり、在職中にガン性腹膜炎のため自宅で死去した。 
逝去時には、東大寺信徒総代、大仏奉讃会副理事長を務めていた。

## 親族
- 実弟　: 吉村公三郎（映画監督）
- 前妻　: 悦子　生島遼一の妹
- 後妻　: 照

## 著書
- 『日常の論理』筑摩書房 1942年
- 『文学と良識』高桐書院 1949年
- 『晴歩雨眠』朝日新聞社 1972年
- 『待秋日記』朝日新聞社 1978年

### 共著編
- 『飛鳥の道』堀内民一共著 淡交新社 1964年
- 『素顔の奈良』（編）実業之日本社 1972年

### 翻訳
- デュマ・フイス『椿姫』岩波文庫 1934年、のち改版
- ピエール・アンリ・カミ『人生サーカス』白水社 1936年
- 林語堂『支那のユーモア』岩波新書 1940年、のち単行版
- カミ『エッフェル塔の潜水夫』白水社 1940年　のち講談社文庫、ちくま文庫
- 『植民地的都市ニューヨーク』（サルトル全集 第11巻 人文書院 1953年
- ヴォルテール『カンディード』岩波文庫 1956年
- カミ『ルーフォック、オルメスの冒険』出帆社 1976年